# Феоктист (Клукінас)
Феоктист (Клукінас) (грец. Μητροπολίτης Φωκίδος Θεόκτιστος Κλουκίνας) — грецький митрополит Елладської православної Церкви та колишній єпископ-помічник Священної Митрополії Монемвасії та Спарти під титулом Старого Єпархіального Єпископа Андроського.

## Біографія
Народився в Спарті в 1954 році, митрополит Теодістос (відомий як Теодор) народився в Спарті, де вивчав теологію, а пізніше вивчав теологію в Національному та Каподістському університетах Афін, отримавши ступінь в 1977 році.
Прийняв постриг в монахи у Святому монастирі Стемниці Гортині в 1973 році, був висвячений на диякона в тому ж Святому монастирі в 1973 році, і був висвячений на священика та архімандрита в 1977 році в церкві Святого Миколая Великого Миколаїтом Мегалополієм
Він був проповідником Святого Престолу Гортина та Мегалополісу з 1981 року. У той же час він працював професором-богословом у гімназії — середній школі Мегаполіса, де також виконував обов'язки директора.
Відповідальний за духовний рух району Мегаполіс, який налічував 50 парафій, служив у своїй Святій Митрополії 36 років поспіль.
14 жовтня 2009 року його обрали помічником Священної Митрополії Монемвасії та Спарти під титулом єпархіального єпископа Андроса. Він був висвячений на єпископа 25 жовтня 2009 року в церкві святого Нікоса Спарти архієпископом Афінським і всієї Греції Ієронімом у співслужінні підтримки багатьох митрополитів.
25 червня 2014 року ієрархією Грецької Церкви він був обраний митрополитом Фокіди, після відставки митрополита Фокідоса Афінагора, отримавши 73 голоси в 1-му турі, а в другому турі він отримав 46 голосів.
У литопаді 2019 року заявив, що «Російське духовенство та миряни, які не визнають наданого Вселенським патріархом Варфоломієм Томосу Української церкви при митрополиті Київському Епіфанію, більше не будуть прийняті в межах Священної митрополії Фокіди».